# Hipolactasia
A hipolactasia é a diminuição ou ausência da capacidade de produzir a lactase, enzima presente nas microvilosidades intestinais, responsável pela dissociação da lactose (galactose β-1,4 glucose) em galactose e glicose. A incapacidade de produzir a lactase resulta na intolerância à lactose. No ser humano a lactase é geneticamente programada para ser expressa durante os primeiros anos de vida, sendo sua expressão cancelada irreversivelmente durante a adolescência (hipolactasia de início tardio). A persistência da expressão da lactase é considerada uma mutação transmitida de maneira autossômica dominante, tendo-se identificado diversos polimorfismos associados a esta atividade. A ausência de lactase pode ser congênita, transitória ou de início tardio.

A hipolactasia pode ser diagnosticada pelo teste de tolerância à lactose que consiste em monitorar a glicose sanguínea após uma dose oral de lactose. 